# 硬斗柯
硬斗柯（学名：Lithocarpus hancei）为壳斗科柯属之一種常綠喬木，分布于中国大陆長江以南地區以及台灣全島。海拔500米至3,200米地区均可生長，多見於較陰濕避風之處。（如依據中國植物誌以及自然標本館物种信息卡，「硬斗柯」為別名，正式名稱是「硬殼柯」，因下文有參考並引用此兩處資料，特附註）

## 别名

### 中國大陸[2]
硬斗柯、黄椆、盘紫椂、酸心椽、阿里山三斗石栎、棒椆、赤皮杠、光叶柯、桂叶柯、韩氏石栎、黄稠、箭捍柯、酒枹、牛牯锥、盘紫棣、盘紫树、破细椽、石山槁、橡子、硬斗石栎、硬壳椆、硬亮椆、皱叶石栎、光叶石栎、汉斯石柯、汉斯石栎、黄桐、箭杆柯、甜锥、兴叶柯、硬斗壳、硬斗栎、硬斗石柯、硬斗石砾、硬壳稠、硬壳桐。

### 台灣[1]
三斗石櫟、屏東三斗柯、紅肉杜，赤皮杜仔，阿里山紅肉杜，細葉三斗石櫟，硬斗石櫟。

## 型態特徵
硬殼柯株高可達10餘公尺，樹幹一般通達，樹皮深褐色。因其心材為紅褐色，所以有「紅肉杜」或是「赤皮杜仔」之別名。「三斗」則因其「殼斗」有三三相連之現象而得名，不過此現象並非「三斗石櫟」所獨有。與大多數殼斗科樹種一樣，硬殼柯的花與嫩葉是同時展現枝頭。

### 葉
硬殼柯單葉互生、狹長。外形上，葉片之間差異極大。葉頂端銳尖或漸尖有如熱帶雨林植物之「滴水葉尖」。葉基漸狹漸尖，葉柄短。葉長約15至35公分，寬約3至5公分。葉全緣，常呈或淺或深之波浪狀。葉面平坦或具縐摺。中肋明顯，且表、背均凸出，在一般植物的葉片結構上顯得相當特殊。葉兩面均屬綠色，葉背較葉表為淺。新芽紅褐色，具金屬光澤。

### 花
如同屬其他樹種，硬殼柯為單性花，花瓣退化，雌雄同株。屬於同時兼具雄花序與雌雄花同花序之類型，且均為上舉型花序。雌雄花在同花序上之排列一般是雄花在上雌花在下。雄花凋謝後整個花序軸就僅剩生著小果的部分。果實成熟時也是整串連果軸一起掉落。花序叢生於枝頂，為葇荑花序或穗狀花序，長約6至15公分，甚至可達20公分。雄花1至3朵聚集後再形成長串雄花序，雌花一般3朵聚集一起，但通常只有一朵可發育成果。花序初現時為乳白色，後漸轉為凋落時的淺褐色。

### 果
硬殼柯之堅果屬於花開後至次年秋始成熟之二年型果實發育型態，一如同屬其他樹種。堅果近圓球形，頂尖。殼斗呈淺碟狀，包覆著堅果底部約四分之一部分。殼斗外表之鱗片細小，合生，略成環狀，被灰色絨毛。

## 用途
如同科其他樹種，硬殼柯材質優良，可供建築、造船、橋樑、農具、家俱等等用途。

## 圖示

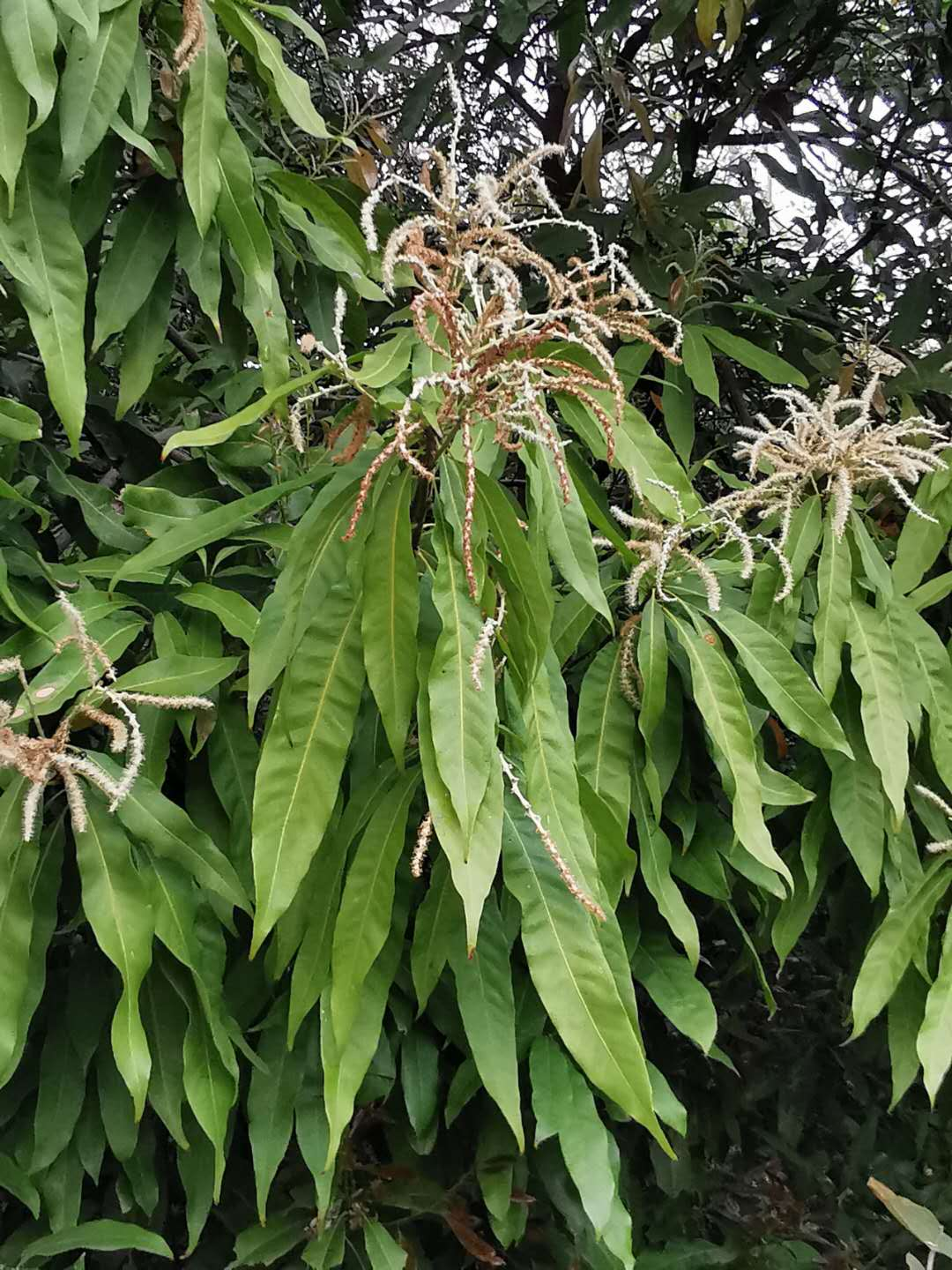
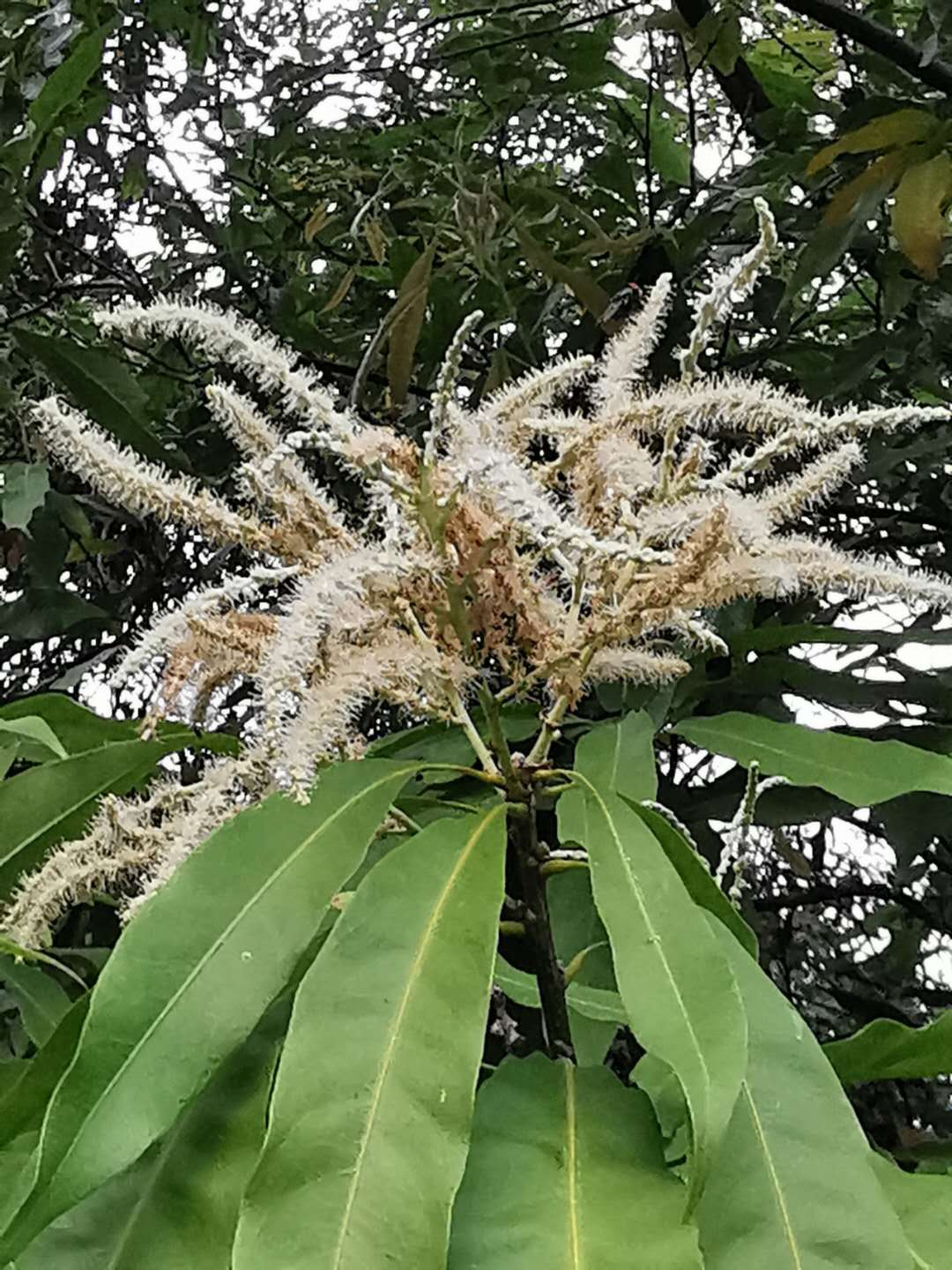
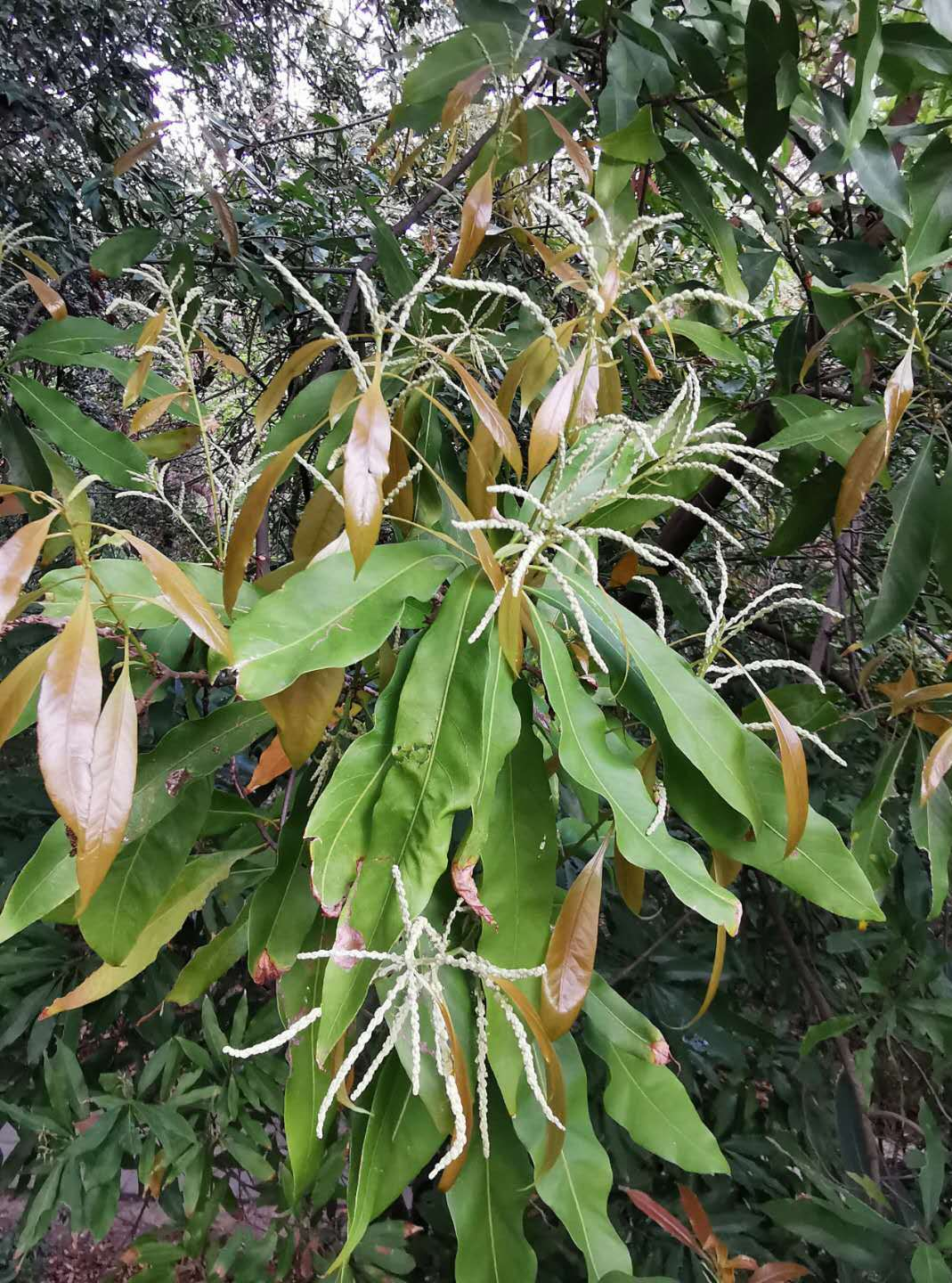
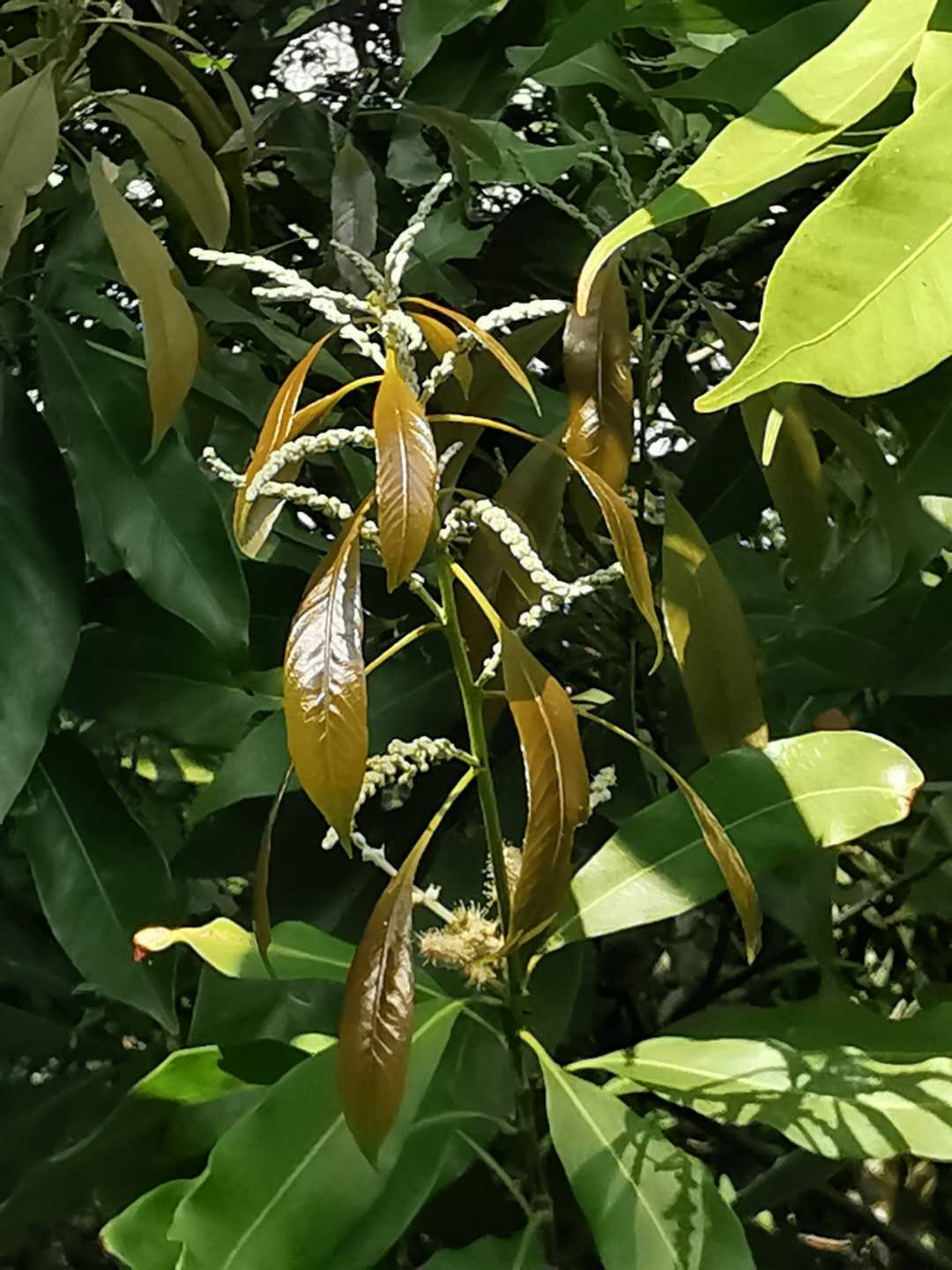
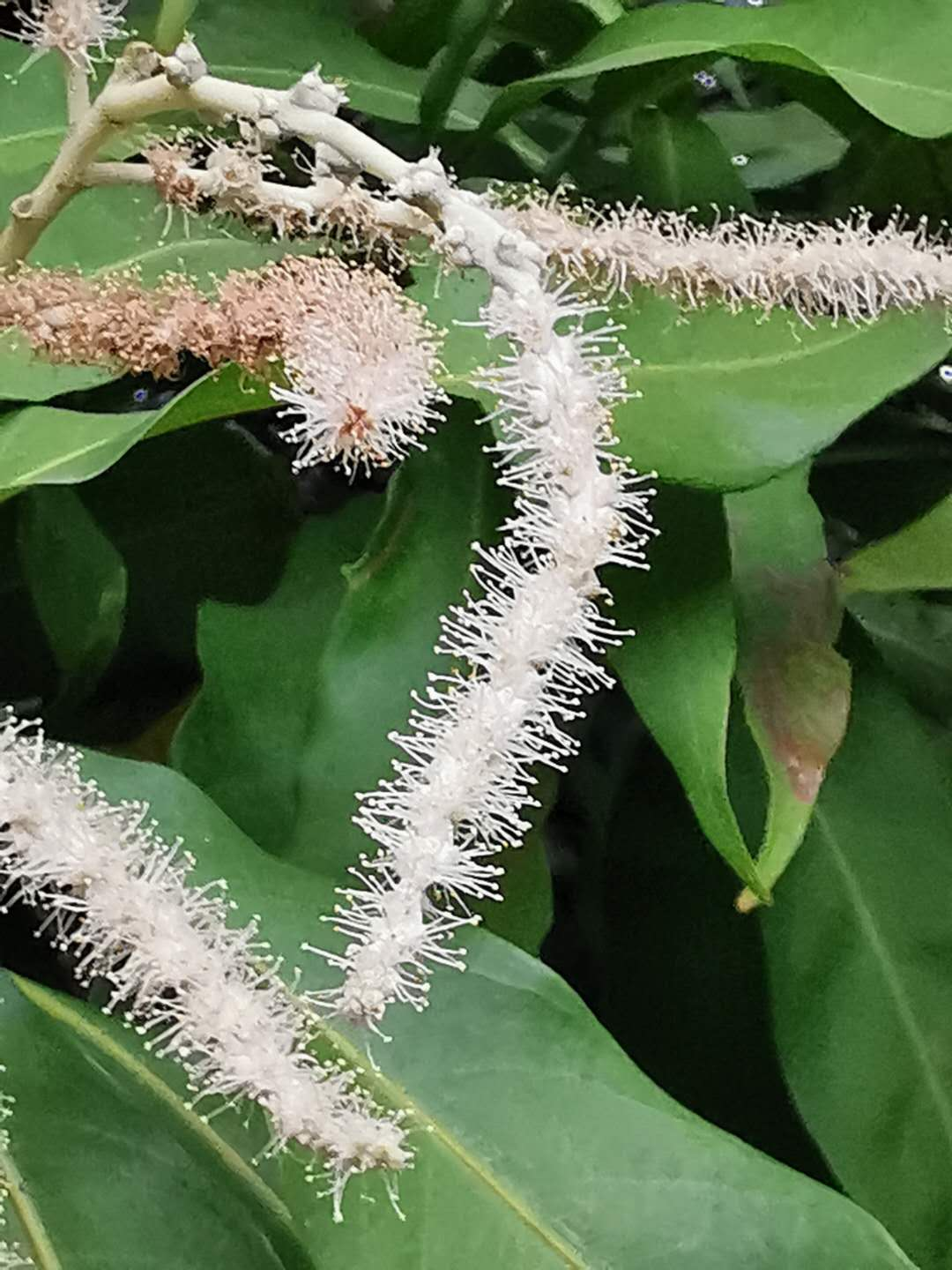
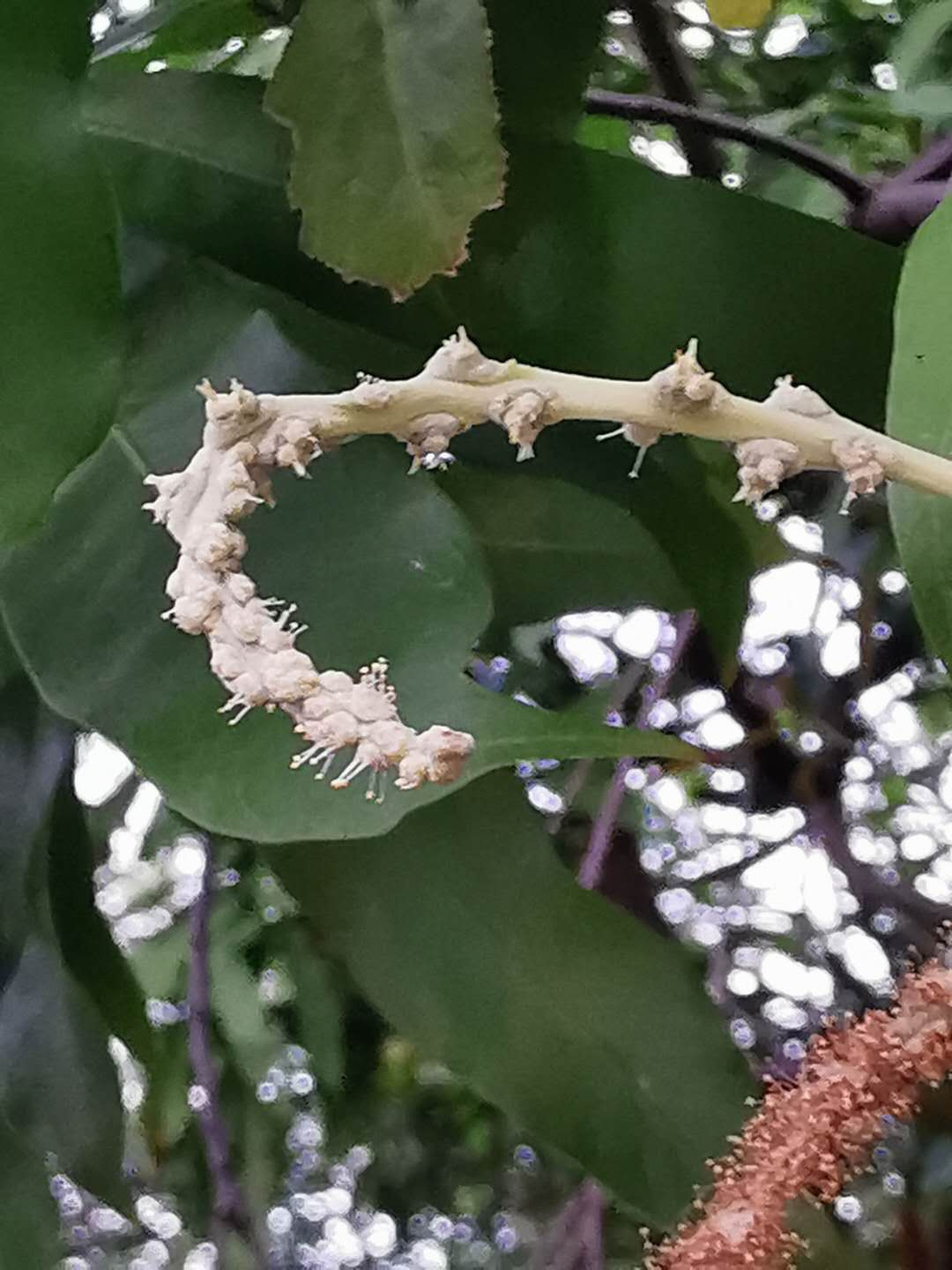
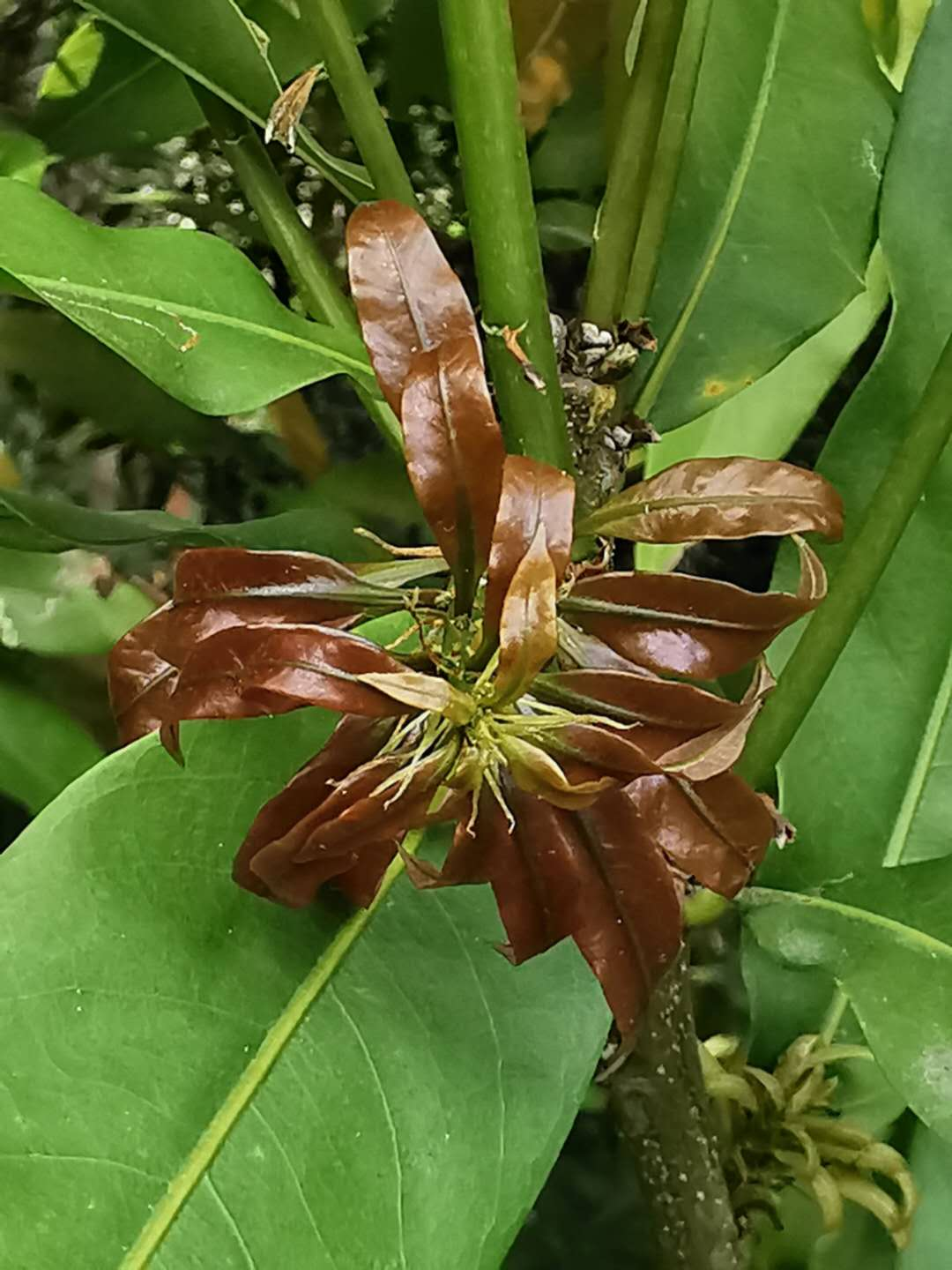
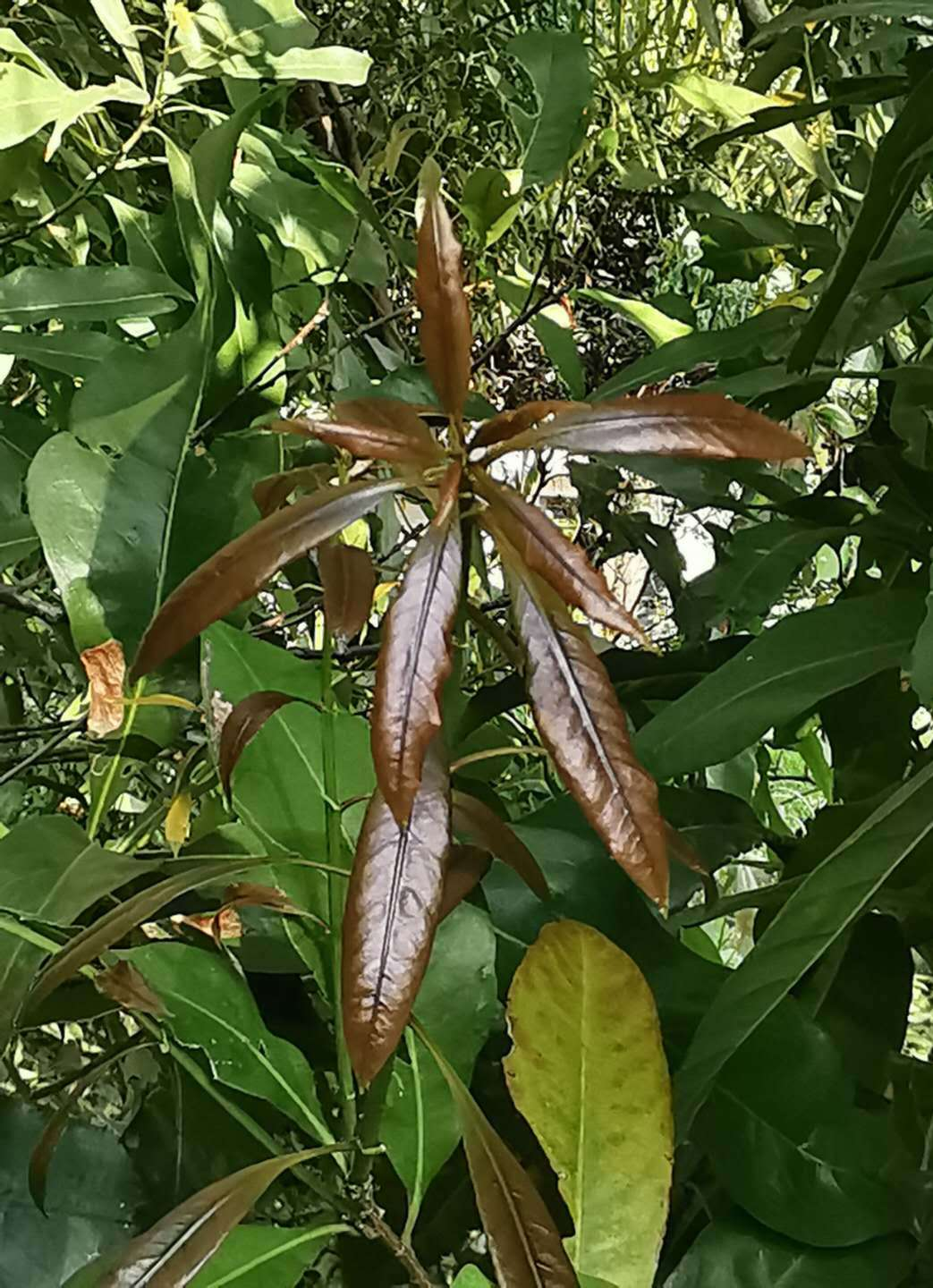
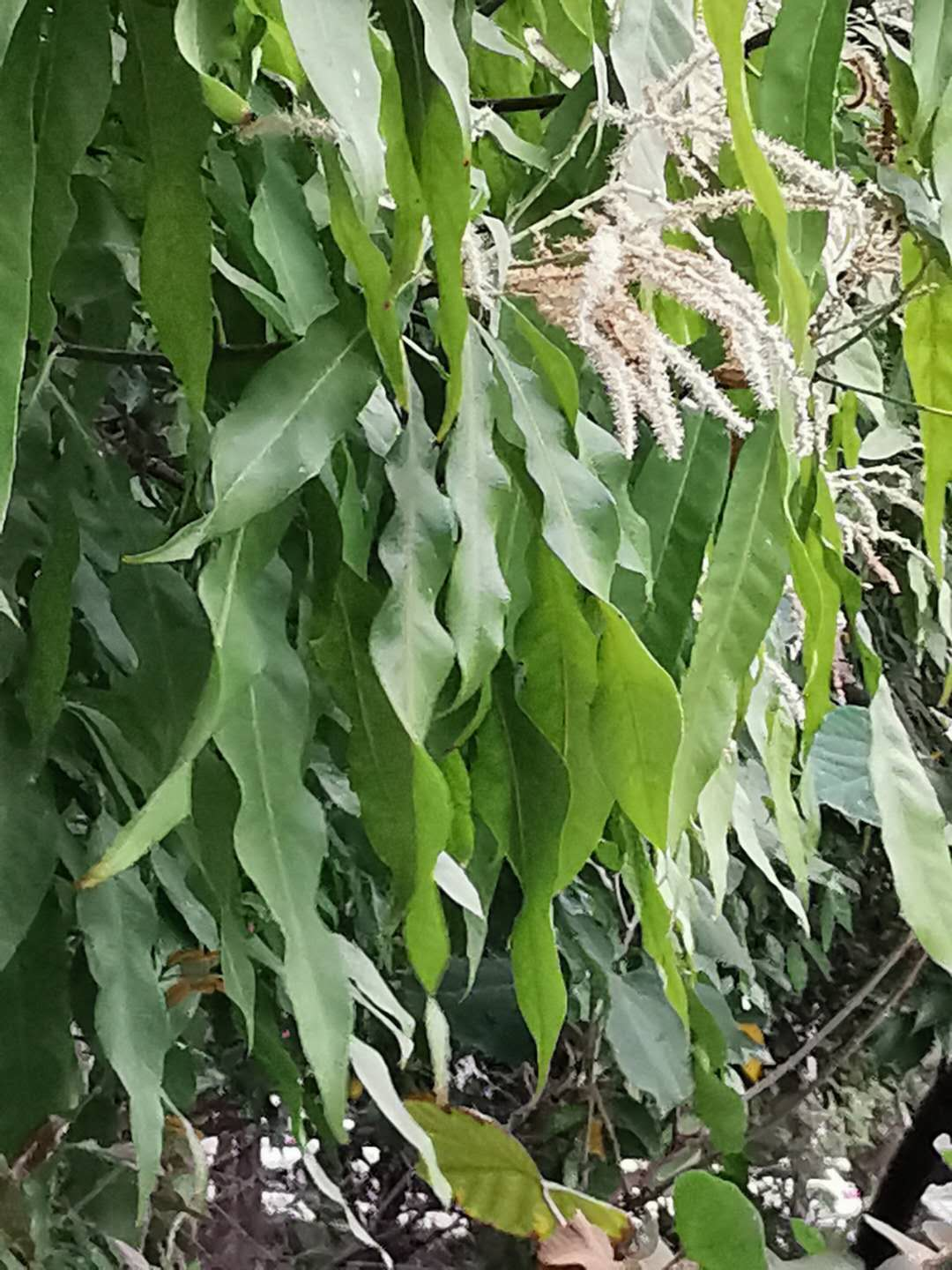
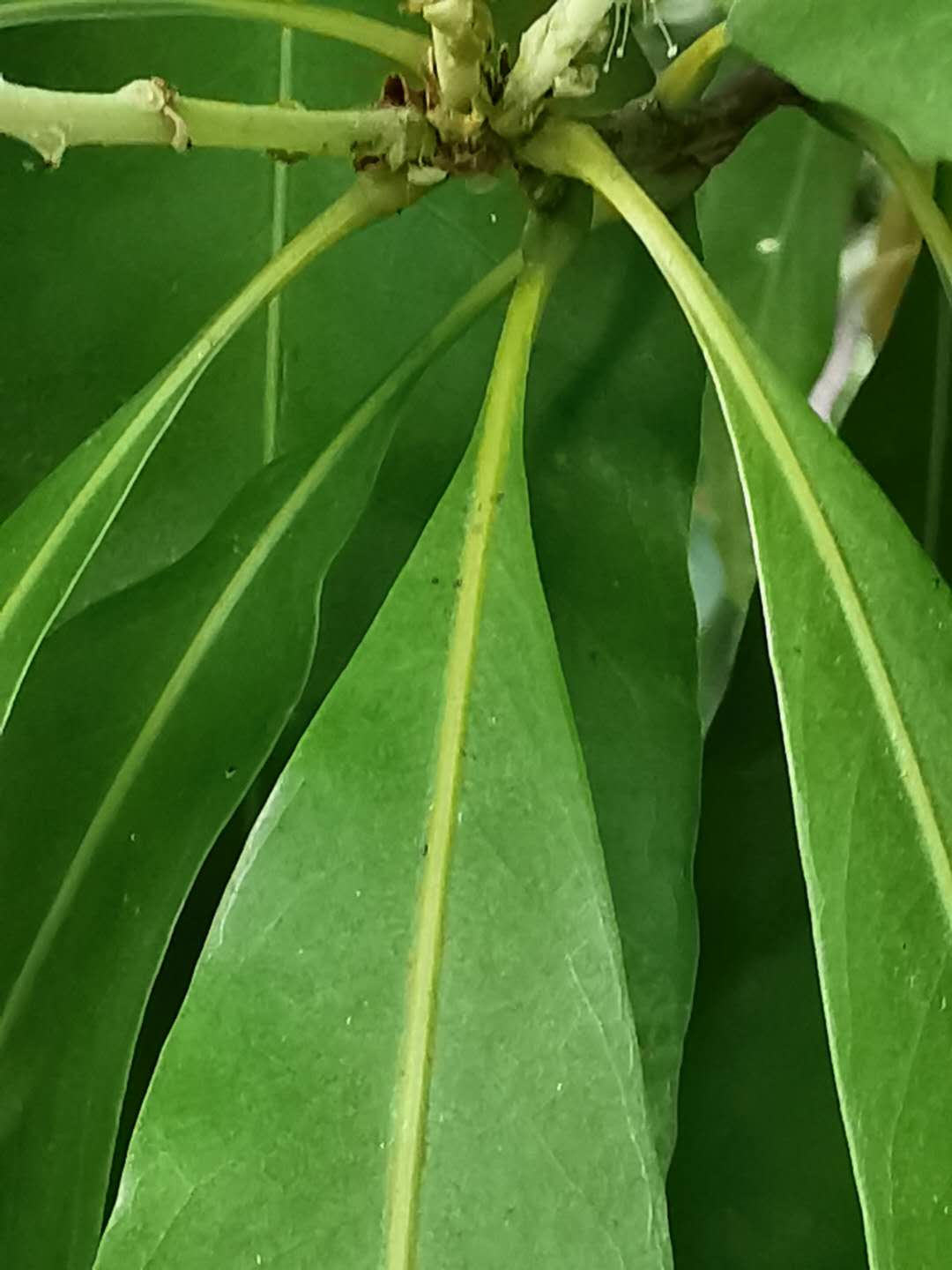
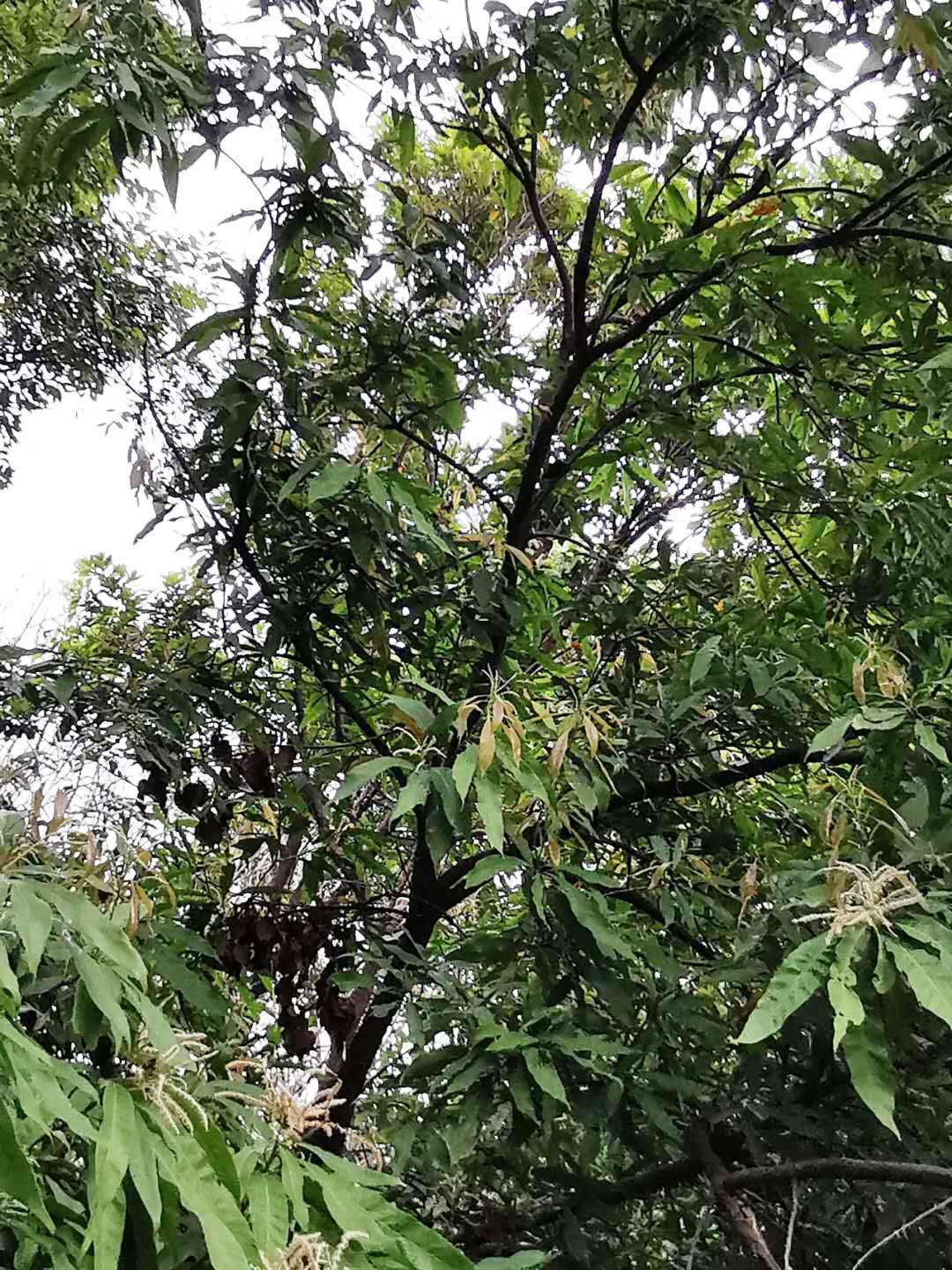

### 引文
1. 1 2 3 4 5  .[]
2. ↑  . （原始内容存档于2020-03-27）.
3. 1 2 3  . （原始内容存档于2020-03-01）.

### 資料
- （中文）.
- （中文）.[]

- .   [2020-03-27]. （原始内容存档于2020-03-01） （中文）.
- （中文）.[]
- .   [2020-03-27]. （原始内容存档于2020-03-27） （中文）.
- (PDF).   [2020-03-28]. （原始内容存档 (PDF)于2020-03-28） （中文）.
- Flora of China 硬斗柯 （页面存档备份，存于）

## 延伸閱讀
- 維基物種上的相關：硬斗柯
- 维基共享资源上的相關多媒體資源：硬斗柯